# Platja de ses Oliveres
La platja de ses Oliveres és una platja del municipi de Cadaqués (Alt Empordà) situada en una petita badia dins la badia de Cadaqués, on també hi ha la platja d'en Ros, separades per uns grenys de roca, en una zona urbanitzada. Orientada al sud, té una longitud de 100 m i una amplada de 10 m, està formada per sorra i còdols, amb un pendent d'entrada a l'agua moderat. Acostuma a estar plena de barques varades a la sorra.
El nom d'Oliveres delata l'existència d'aquesta plantació a la zona. Anteriorment la platja també era coneguda com la platja d'Alfaras, que era el propietari del terreny limítrof.
A primera línia de mar, davant de la platja, hi ha la casa Apezteguía, inclosa en l'Inventari del Patrimoni Arquitectònic de Catalunya.